# Neupetershain
Neupetershain, niedersorbisch Nowe Wiki, ist eine Gemeinde im Landkreis Oberspreewald-Lausitz im Land Brandenburg. Sie gehört zum Amt Altdöbern und liegt im amtlichen Sorbischen Siedlungsgebiet.

## Geografie
Neupetershain liegt in der Niederlausitz im Lausitzer Seenland sowie im Naturpark Niederlausitzer Landrücken, rund 20 Kilometer südwestlich von Cottbus. Die Gemeinde grenzt im Norden und Osten an Drebkau, im Süden an Welzow und im Westen an Neu-Seeland. Neupetershain ist Teil des Lausitzer Braunkohlereviers, der Tagebau Welzow-Süd reicht im Osten unmittelbar an den Ort heran.

## Gemeindegliederung
Zur Gemeinde Neupetershain gehören der bewohnte Gemeindeteil Neupetershain-Nord (Wiki) und die Wohnplätze Geisendorf (Gižkojce), Greschmühle (Grěšowy Młyn) und Neu-Geisendorf (Nowe Gižkojce). Der ehemalige Ortsteil Klein Görigk (Psowe Górki) wurde 1995/96 im Tagebau Welzow-Süd devastiert. Südwestlich von Neupetershain lag zudem die inzwischen abgegangene Siedlung Charlottenhof (Šarlośiny Dwór).

## Geschichte
Das ursprüngliche Dorf Petershain wurde am 13. Dezember 1457 erstmals nachweislich urkundlich erwähnt. Der Ort taucht auch im 1346 erstmals erstellten Kirchenverzeichnisses des Bistums Meißen auf, von dem jedoch nur eine erweiterte Kopie von 1495 erhalten ist. Der sorbisch/wendische Ortsname Wiki bedeutet „Getreidemarkt“. Die weitere Geschichte dieses Dorfes ist im Hauptartikel Neupetershain-Nord beschrieben.

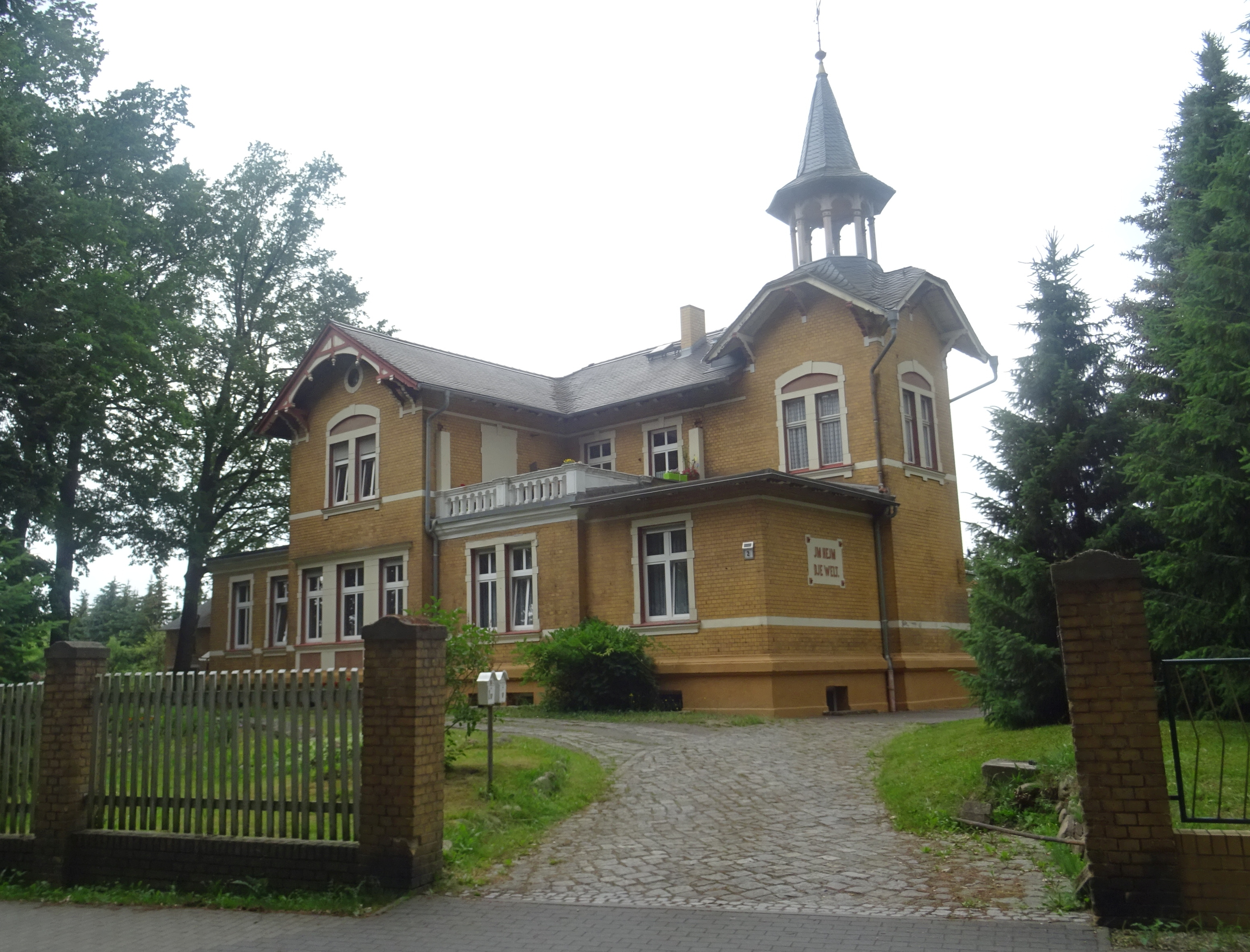
1895 errichtete Fabrikantenvilla

Am 20. April 1870 wurde die an Petershain vorbeiführende Bahnstrecke Großenhain–Cottbus in Betrieb genommen. Nach dem Entschluss, zwischen Großenhain, Senftenberg und Cottbus eine Eisenbahnverbindung zu bauen, wurden in gleichmäßigen Abständen Bahnhöfe für die jeweils umliegenden Dörfer vorgesehen. So kam es, dass zwei Kilometer entfernt vom ursprünglichen Petershain der Bahnhof mitten im Walde errichtet wurde. Die ersten betrieblichen Niederlassungen am Bahnhof erfolgten 1891 mit dem Bau einer Dampfziegelei durch den Gutsherren von Petershain. Ab 1896 siedelten sich die Niederlausitzer Glashüttenwerke mit den Gründern Adolf Müller, Maximilian Hoffmann und Anton Held in dem Gebiet an, für deren Arbeiter entstand ab rund zwei Kilometer südlich von Petershain eine Siedlung in der unmittelbaren Umgebung des Bahnhofes.

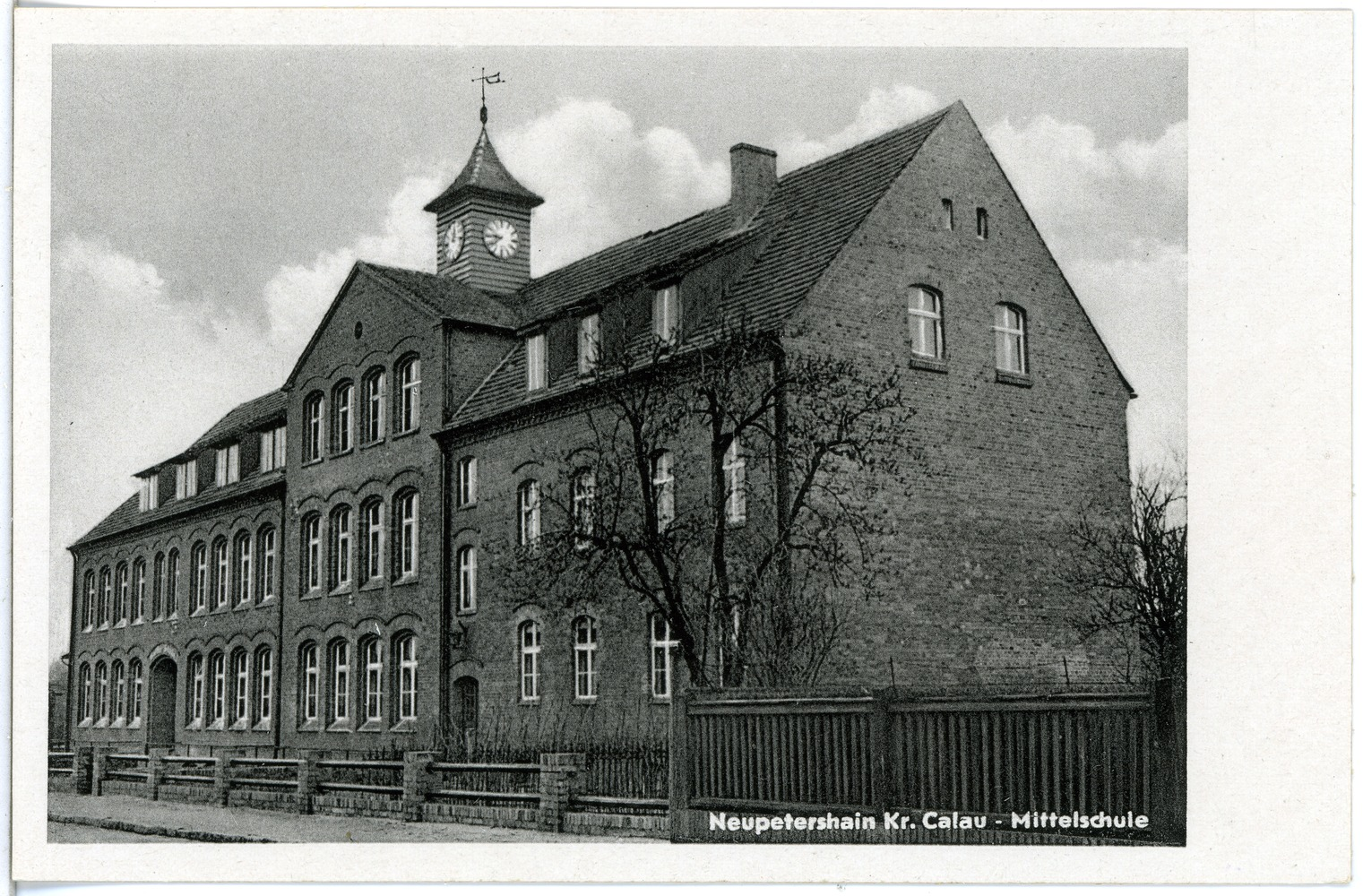
Ehemalige Mittelschule

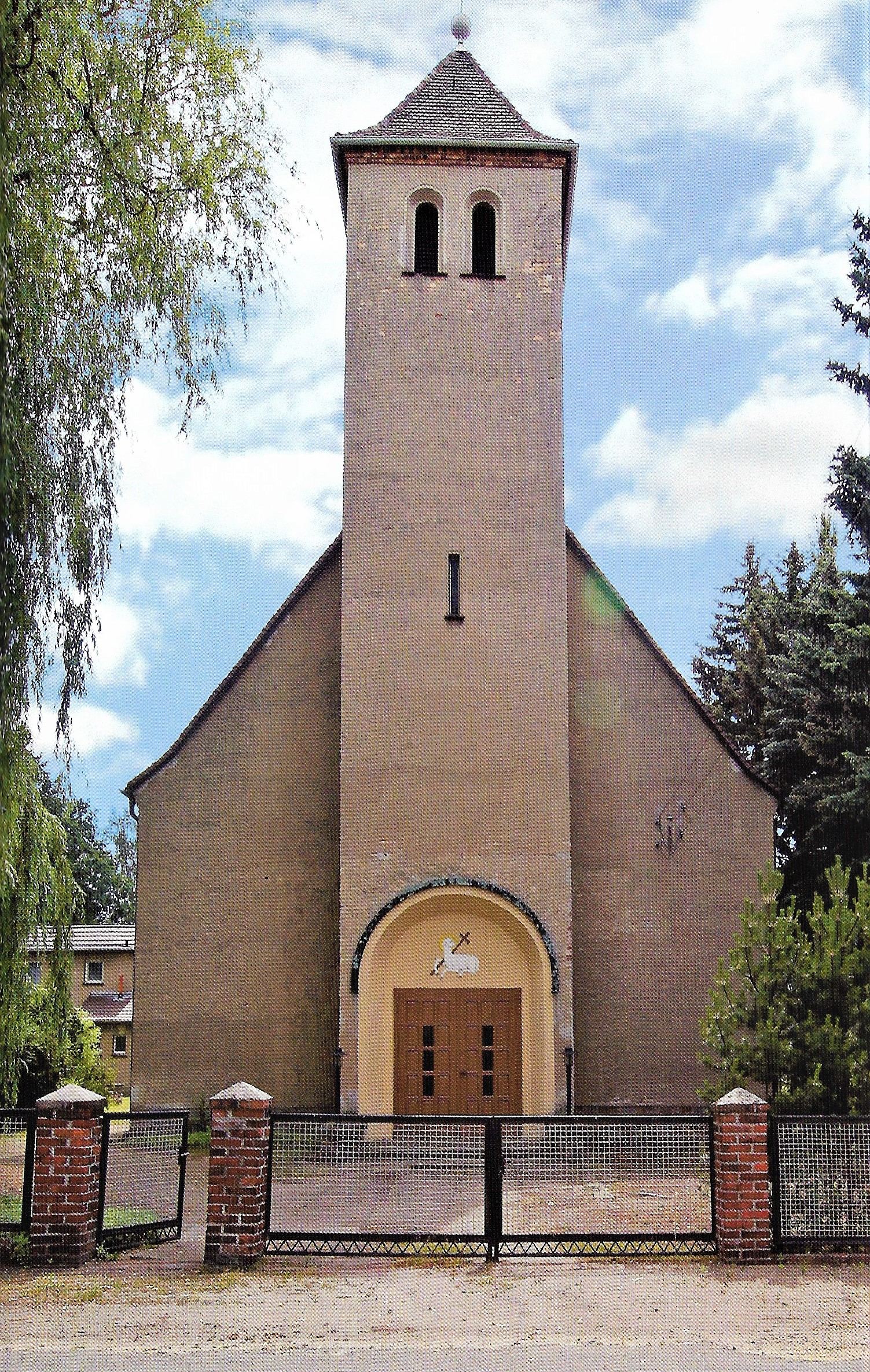
Katholische Kirche St. Elisabeth und hl. Geist

Am 8. Juni 1904 beschloss der Ausschuss des Kreises Calau die Gründung einer neuen Gemeinde „Neu Petershain“ zum 1. April 1905. In der Siedlung lebten zu dieser Zeit bereits 1085 Einwohner in 214 Haushaltungen. Nach mehreren Bränden in den umliegenden Glashütten wurde am 18. April 1907 die Freiwillige Feuerwehr gegründet. Am 1. Januar 1928 wurden Geisendorf, Klein Görigk und Petershain nach Neupetershain eingemeindet, das alte Dorf Petershain erhielt danach den Namen „Neupetershain-Nord“. Nach dem Ende des Zweiten Weltkrieges kam die Gemeinde zur Sowjetischen Besatzungszone und ab 1949 zur DDR. Bei der Gebietsreform im Juli 1952 wurde Neupetershain dem Kreis Calau im Bezirk Cottbus zugeordnet. Von 1957 bis 1960 wurde die katholische Kirche St. Elisabeth und Hl. Geist erbaut, sie war nach der heiligen Elisabeth von Thüringen und dem Heiligen Geist benannt. Ab den 1960er Jahren prägte insbesondere der östlich von Neupetershain erschlossene Braunkohletagebau Welzow-Süd die Wirtschaft im Ort.
Nach der Wiedervereinigung lag Neupetershain zunächst im brandenburgischen Landkreis Calau. Im Jahr 1992 schloss sich die Gemeinde zur Erledigung ihrer Verwaltungsangelegenheiten dem Amt Altdöbern mit Sitz in Altdöbern an. Bei der Gebietsreform im Dezember 1993 wurde die Gemeinde Neupetershain Teil des neu gebildeten Landkreises Oberspreewald-Lausitz. In den Jahren 1995 und 1996 wurde der Ortsteil Klein Görigk und im Jahr 2001 der Ortsteil Geisendorf für den Tagebau Welzow-Süd devastiert, insgesamt 60 Einwohner wurden umgesiedelt. Als Umsiedlungsort entstand unmittelbar nördlich an Neupetershain grenzend der Gemeindeteil Neu-Geisendorf. In diesem Zusammenhang erfolgte auch die Umgestaltung eines dort befindlichen ehemaligen Wasserturms zu einem Bürgertreff. Das historische Gutshaus Geisendorf blieb erhalten und wird heute als Kulturzentrum genutzt. Am 11. September 2016 wurde die Kirche St. Elisabeth und Hl. Geist durch Bischof Wolfgang Ipolt profaniert.

## Bevölkerungsentwicklung
| Jahr | Einwohner |
| ---- | --------- |
| 1875 | 0383      |
| 1890 | 0425      |
| 1910 | 2404      |
| 1925 | 2678      |
| 1933 | 3085      |
| 1939 | 3238      |

| Jahr | Einwohner |
| ---- | --------- |
| 1946 | 3657      |
| 1950 | 3822      |
| 1964 | 3060      |
| 1971 | 2843      |
| 1981 | 2401      |
| 1985 | 2266      |

| Jahr | Einwohner |
| ---- | --------- |
| 1990 | 2105      |
| 1995 | 1940      |
| 2000 | 1827      |
| 2005 | 1613      |
| 2010 | 1433      |
| 2015 | 1254      |

| Jahr | Einwohner |
| ---- | --------- |
| 2020 | 1204      |
| 2021 | 1223      |
| 2022 | 1187      |
| 2023 | 1212      |
| 2024 | 1190      |

Gebietsstand des jeweiligen Jahres, Einwohnerzahl: Stand 31. Dezember (ab 1991), die Einwohnerzahlen 1875 und 1890 beziehen sich auf das heutige Neupetershain-Nord; von 2011 bis 2021 auf Basis des Zensus 2011, ab 2022 auf Basis des Zensus 2022.

## Politik

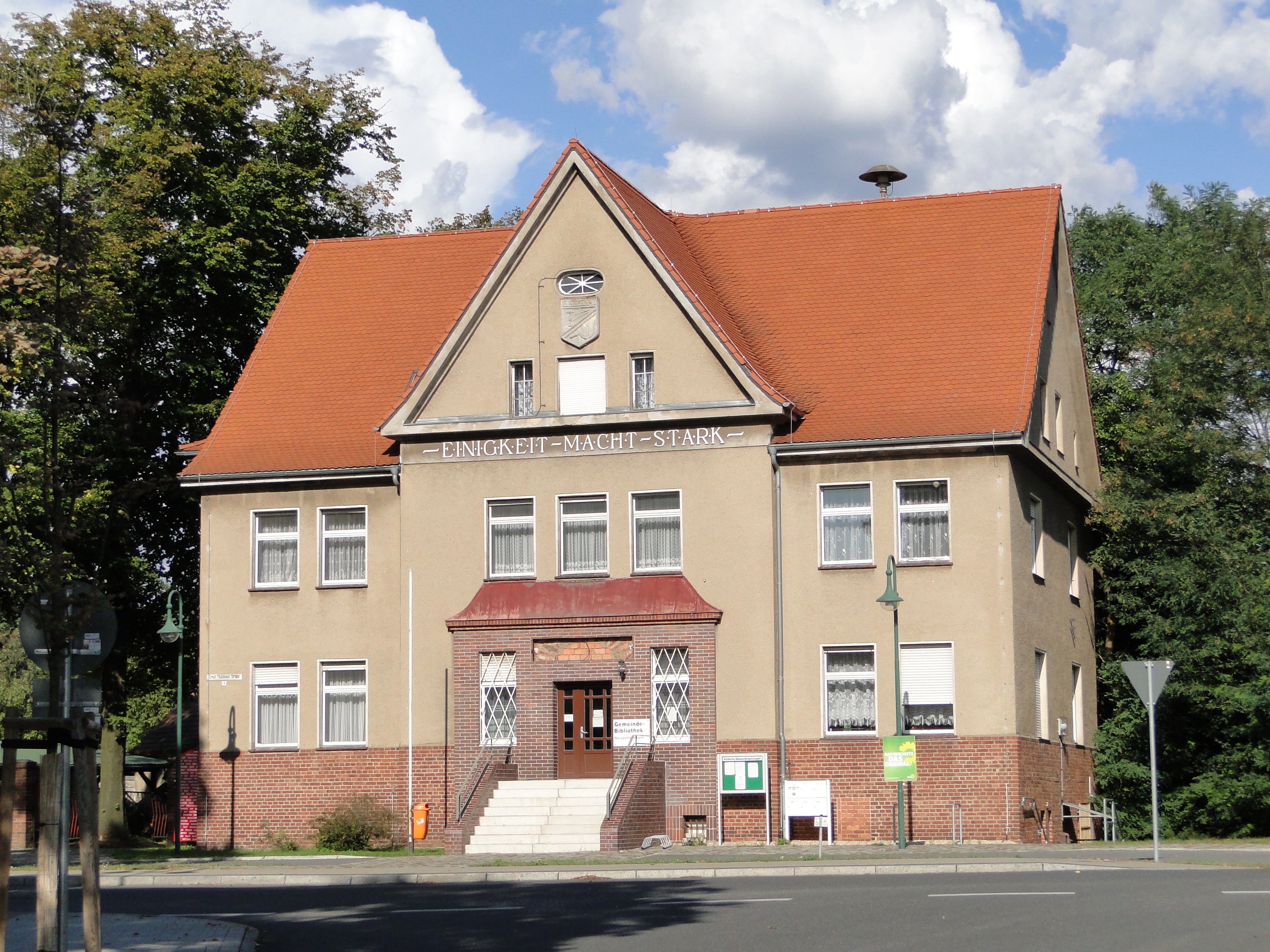
Ehemaliges Rathaus Neupetershain

### Gemeindevertretung
Die Gemeindevertretung von Neupetershain besteht aus zehn Gemeindevertretern und der ehrenamtlichen Bürgermeisterin. Die Kommunalwahl am 9. Juni 2024 führte bei einer Wahlbeteiligung von 64,3 % zu folgendem Ergebnis:
| Partei / Wählergruppe           | Stimmenanteil | Sitze |
| ------------------------------- | ------------- | ----- |
| Wählergruppe „JA“ Neupetershain | 65,1 %        | 7     |
| Einzelbewerber Steffen Soult    | 15,3 %        | 1     |
| Einzelbewerber Toni Dabow       | 13,9 %        | 1     |
| Einzelbewerber Andreas Jung     | 03,2 %        | –     |
| Bündnis 90/Die Grünen           | 02,5 %        | –     |

Der Stimmenanteil des Einzelbewerbers Steffen Soult entspricht zwei Sitzen, daher bleibt ein Platz in der Gemeindevertretung unbesetzt.

### Bürgermeister
- 1998–2000: Manfred Schallhorn (CDU)[11]
- 2000–2016: Wolfgang Müller (Wählergruppe „JA“ Neupetershain)[12]
- seit 2016: Marita Theile (Wählergruppe „JA“ Neupetershain)[12]

Theile wurde in der Bürgermeisterwahl am 9. Juni 2024 mit 67,7 % der gültigen Stimmen für eine weitere Amtszeit von fünf Jahren gewählt.

### Wappen
Das Wappen wurde am 17. Mai 2006 genehmigt.
Blasonierung: „Gespalten und schräglinksgeteilt von Rot und Gold; alles in verwechselten Farben: oben zwei schräglinke Glasmacherpfeifen, überdeckt im vorderen Feld von einem silbernen Glaskelch, unten eine schräglinke Sichel, deren silberne, nach oben zeigende Schneide eine Kornähre im hinteren Feld überdeckt.“

## Sehenswürdigkeiten

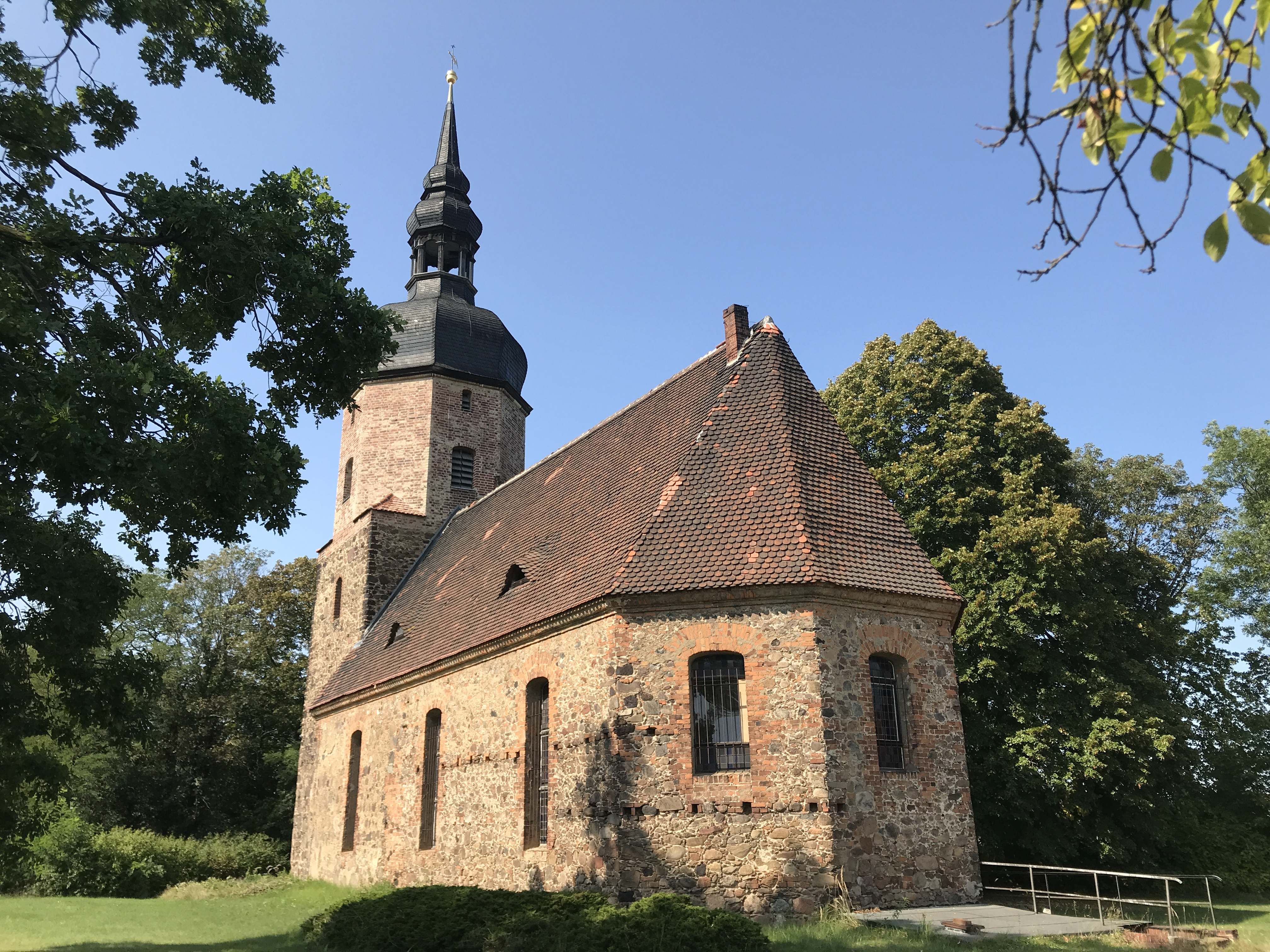
Dorfkirche Neupetershain-Nord

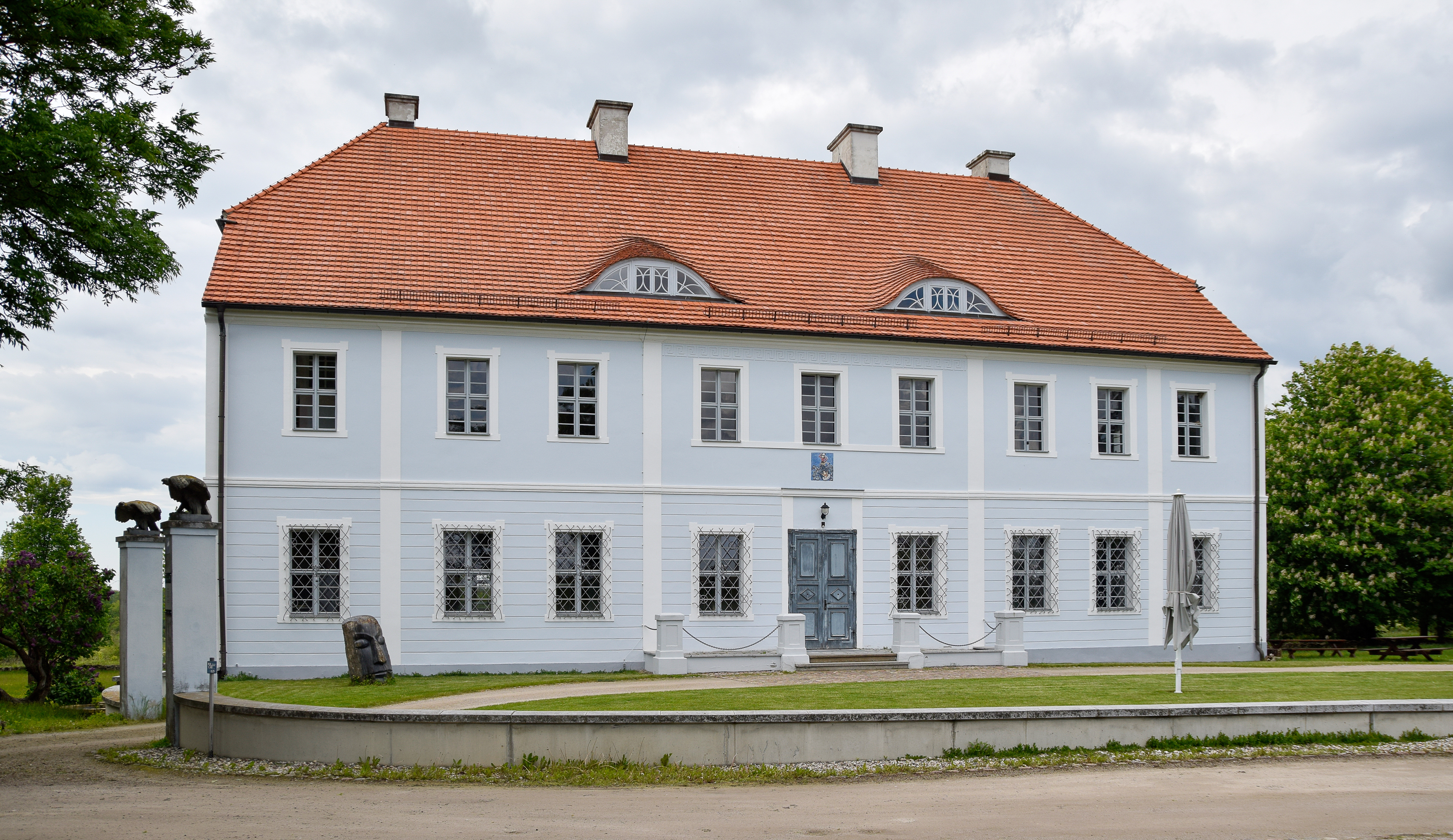
Gutshaus Geisendorf

In der Liste der Baudenkmale in Neupetershain und in der Liste der Bodendenkmale in Neupetershain stehen die in der Denkmalliste des Landes Brandenburg eingetragenen Denkmale.
- Die Dorfkirche Neupetershain-Nord wurde in der ersten Hälfte des 15. Jahrhunderts als Feldsteinkirche errichtet, zur Ausstattung gehört ein Altar aus der Zeit um 1700. Sie dient der Kirchengemeinde Neupetershain im evangelischen Kirchenkreis Cottbus als Gotteshaus. Die katholische Kirche St. Elisabeth und hl. Geist wurde 1960 nach dreijähriger Bauzeit eingeweiht. Sie gehörte zuletzt zur Pfarrei St. Antonius Großräschen im Dekanat Lübben-Senftenberg und wurde am 11. September 2016 profaniert.
- Das erhaltene Gutshaus Geisendorf ist ein klassizistisches Herrenhaus aus dem 17. Jahrhundert, das im 19. Jahrhundert sein heutiges Erscheinungsbild erhielt. Zwischen 1993 und 1996 wurde das Gebäude umfangreich saniert, kurz darauf wurde die Devastierung Geisendorfs für den Tagebau Welzow-Süd beschlossen. Das Gutshaus blieb letztendlich als einziges Gebäude Geisendorfs erhalten und wird heute als Kulturzentrum genutzt. Im Jahr 2009 rückte der Tagebau bis unmittelbar an das Gebäude heran.
- In der Siedlung Neupetershain stehen mehrere Arbeitervillen aus der Gründungszeit unter Denkmalschutz.

## Infrastruktur

### Verkehr
Der Gemeindeteil Neupetershain-Nord liegt an der Bundesstraße 169 zwischen Senftenberg und Cottbus. Durch Neupetershain führt die Landesstraße 522, die in Neupetershain-Nord die Bundesstraße 169 kreuzt. Die Landesstraße 531 endet in Neupetershain.

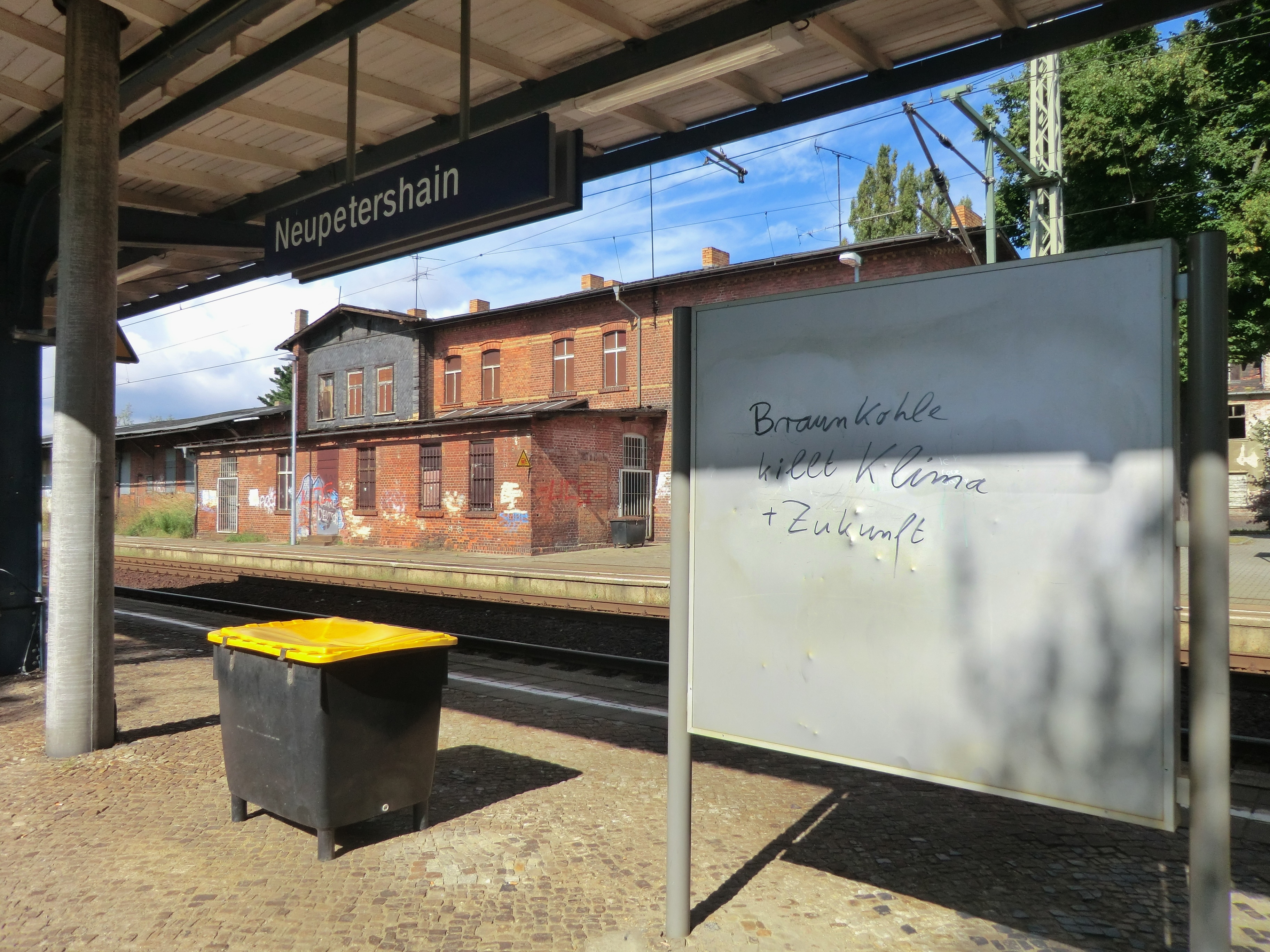
Haltepunkt Neupetershain

Der Haltepunkt Neupetershain liegt an der Bahnstrecke Großenhain–Cottbus. Es verkehren Züge der Regionalexpresslinie RE 18 Cottbus–Dresden und der Regionalbahnlinie RB 49 Falkenberg (Elster)–Cottbus. Auf der in Neupetershain abzweigenden Bahnstrecke Neupetershain–Hoyerswerda wurde der Personenverkehr 1961 und der Güterverkehr 1994 eingestellt.

### Bildung
Die ehemalige Grundschule mit Hort in Neupetershain wurde 2010 mit der Goethe-Grundschule in Welzow zusammengelegt, Kinder aus Neupetershain gehen seitdem dort zur Schule. In Neupetershain befindet sich noch eine Kindertagesstätte in Trägerschaft der Gemeinde.

## Persönlichkeiten

### Söhne und Töchter der Gemeinde
- Johannes Choinan (1616–1664), sorbischer Sprachforscher, in Petershain geboren
- Margarete Müller (1921–2011), Politikerin (SED), in Petershain geboren
- Günter Simon (1931–2019), Sportjournalist
- Rudolf Graf (1936–1981), Maler

### Mit Neupetershain verbundene Persönlichkeiten
- Eduard Wittmann (1845–1924), erster Bürgermeister des Ortes. Eine Straße des Ortes trägt seinen Namen.
- Adolf Müller (1856–1924), kam als Glashüttenbesitzer aus Weißwasser und arbeitete als Kompagnon von M. Hoffmann beim Aufbau der Glashütten
- Adolph von Rechenberg (1857–?), leitete als Bergwerksbesitzer die Grube und Brikettfabrik Mariannenglück sowie das Geisendorf-Kauscher Werk und errichtete die Brikettfabrik „Volldampf“ in Merkur mit dem Tagebau Görigk Er baute 1895 die erste Villa im Ort mit dem weithin sichtbaren Sinnspruch „IM HEIM DIE WELT“.
- Wilhelm Weise (1859–1914), war der erste Arzt des Ortes mit hohem Ansehen in der Bevölkerung. Eine Straße des Ortes trägt seinen Namen. In seiner Villa wohnte später die Schriftstellerin Budniok.
- Anton Held (1862–1938), Glashüttenbesitzer, nach dem Ausscheiden von Hoffmann aus dem Betrieb Müller, Hoffmann & Co. im Jahre 1912 wurde der Betriebsname in Müller & Held geändert.
- Robert Berger (1865–1940), organisierte ab 1899 den ersten großen Fuhrbetrieb zunächst mit Pferdefuhrwerken. Mehrere Söhne haben sein Unternehmen in späteren Jahren in den verschiedenen Transportbranchen mit hochwertigen Fahrzeugen weitergeführt.
- Josef Rolke (1865–1945), übernahm 1911 die kleine Metallwarenfabrik der Firma Blymer und Behls. Seine Firma spezialisierte sich auf Maschinen für die Glasindustrie, die teilweise durch eigene Patente geschützt waren.
- Martin Putzler (1866–1938), baute mit anderen Partnern seine Tafelglashütte für die Herstellung von mundgeblasenem Glas. Er ließ für seine Belegschaft mehrere Häuser bauen.
- Maximilian Hoffmann (1871–1950), hatte wesentlichen Einfluss auf die Entstehung des Ortes, war an der Gründung aller Glashütten in Neupetershain beteiligt und kümmerte sich außerordentlich um die sozialen Belange der Einwohner
- Richard Koppelt (1871–1950), übernahm mit seinem kleinen Betrieb für alle umliegenden Glashütten die Schmiede-, Schlosser- und Maschinenbauarbeiten
- Max Müller (1878–1949), wichtigster Bauunternehmer in der Gründerzeit des Ortes, betrieb eine Baumaterialienhandlung und ein Sägewerk
- Fritz Müller (1880–1930), organisierte den Glasexport unter dem Slogan Berlin-Hamburg-Neupetershain für die Glashüttenwerke „Müller & Held“. In sein Herrenhaus zogen 1933 die Ordensschwestern „Mägde Mariens von der unbefleckten Empfängnis“ aus Poremba ein.
- Hinrich Asendorf (1883–1929), leitete die erste Gasfabrik des Ortes ab 1907 und organisierte den Bau der Straßenbeleuchtung
- Werner Müller (1903–1948), Sohn von Max Müller, Architekt des örtlichen Wasserturmes
- Dorothea Renata Budniok (1919–1989), Schriftstellerin. Bedeutende Bücher waren die historischen Romane „Verschwörung am Vesuv“ (1970) und „Aufstand in Sizilien“ (1979), die Jugendbücher „Verschollen auf der Langusteninsel“ (1971) und „Das Mädchen von Perpignan“ (1973) sowie der Kriminalroman „Aber die Steine schweigen nicht“ (1980).
- Sergej Alexander Dott (* 1959), Bildhauer, Streetart-Künstler, Fotograf. Bekannt u. a. durch seine Kunst am Bau Arbeiten. Lebt in Neupetershain.